# Juan Francisco de la Bodega y Quadra
Juan Francisco de la Bodega y Quadra, né le 3 juin 1743 à Lima au Pérou et mort le 26 mars 1794 à Mexico au Mexique, est un officier de marine espagnol et un explorateur employé par l'empire espagnol. Depuis sa base située à San Blas, aujourd'hui dans l'État mexicain de Nayarit, Bodega y Quadra fit plusieurs voyages dans le nord-ouest du continent d'Amérique du Nord, explorant jusqu'à l'Alaska.

## Biographie

### Origine
Né à Lima, Bodega y Quadra – souvent connu sous le nom « Quadra » en anglais – était le fils de Tomás de la Bodega y de las Llanas, un Espagnol travaillant au service diplomatique au Pérou. Il fait des études en Espagne, et il devient aspirant de marine (en espagnol : guardiamarina) à 19 ans.

### Voyage de 1775
En 1775, à la suite du voyage de Pérez de Hernandez de 1774, une expédition, constituée des deux vaisseaux Santiago et Sonora, part de San Blas sous le commandement de Bruno de Heceta ; son second, le lieutenant Bodega y Quadra, a le commandement du Sonora. Les Espagnols voulaient identifier les implantations russes dans le nord-ouest et revendiquer la région pour la couronne espagnole. Malgré un massacre de marins espagnols par des Amérindiens Quinault et contrairement à Heceta, Bodega y Quadra décide de continuer ses explorations. Il navigue jusqu'au 59e parallèle mais sans rencontrer d'implantations russes.

### Voyage de 1779
Ayant entendu parler du voyage du navigateur britannique James Cook dans le nord-ouest en 1778, le 11 février les navires Princesa et Favorita quittèrent San Blas sous commande d'Ignacio de Arteaga, avec le lieutenant Bodega y Quadra deuxième en commande. La mission d'Arteaga était l'exploration de la côte du nord-ouest, sans molester des Britanniques qu'ils pourraient rencontrer. L'expédition espagnole fit une carte détaillée de la côte jusqu'au 58° 30′ de latitude avant d'être arrêtée par les tempêtes. À la suite de ces voyages les Espagnols établirent un poste à la baie de Nootka, sur l'île de Vancouver.

### Conventions de Nootka et rencontre avec Vancouver
En 1789 des évènements à la baie de Nootka, où les propriétés et navires de commerçants britanniques furent saisis par ordre des autorités espagnoles, le conflit entre la Grande-Bretagne et l'Espagne menaçait d'éclater en guerre ouverte. Bodega y Quadra, nommé commandant du département de San Blas en 1789, fit le voyage à la baie de Nootka en 1792 pour une rencontre avec le capitaine George Vancouver, l'envoyé du gouvernement britannique. Les deux capitaines s'entendirent très bien et Bodega y Quadra demanda à Vancouver de nommer quelque grand havre ou île d'après les deux. Vancouver, qui avait déterminé que la baie de Nootka se trouvait effectivement sur une grande île, le nommait Island of Quadra and Vancouver, (nom raccourci bientôt pour laisser tomber référence à l'Espagnol). Bodega y Quadra fut également bien reçu par le chef Maquinna des Nuu-chah-nulth, les autochtones qui habitaient la côte ouest de l'île de Vancouver. Bien que Vancouver et Quadra se quittèrent sans résoudre le conflit entre leurs pays respectifs, peu après l'Espagne se retira du Pacifique nord-ouest.

### Décès
Le 26 mars 1794, à Mexico, il est tué lors d'une attaque soudaine.